# Загрли ме ти
Загрли ме ти је деби студијски албум српског поп певача Данијела Ђокића издат 2001. године за Сити Рекордс. Продуцент албума је Атеље траг и Ромарио, а текстове су писале Сања Ћупурдија и Славица Тасић. На албуму се налазе дуети "Није лако, није лако" и "Ако ме волиш" са Слађом Делибашић.

## Списак песама
1. Само једну ноћ
2. Загрли ме ти
3. Мораш бити јак
4. Није лако није лако
5. Ако ме волиш
6. Ноћас мораш бити моја
7. Да сам те раније срео
8. Не кради ми дане
9. Бонус микс